# Spellbreak
Spellbreak war ein kostenloses Computerspiel des Battle-Royale-Genres des Herstellers Proletariat. Das Spiel war seit dem 3. September 2020 auf dem deutschen Markt für die Endgeräte PlayStation 4, Xbox One, Nintendo Switch und Microsoft Windows erhältlich. Im Januar 2023 wurde der Betrieb der Server eingestellt, ein spielen war somit nicht mehr möglich.

## Spielablauf
Wie bei den meisten Battle-Royale-Spielen, werden zu Beginn viele Spieler über einer Karte abgeworfen, um gegeneinander zu kämpfen. Der Spielbereich wird stetig verkleinert. Es gewinnt der letzte verbleibende Spieler. Im Gegensatz zu anderen Spielen werden in Spellbreak keine Waffen, sondern magische Fähigkeiten eingesetzt. So können die Spieler Zaubersprüche aus den Klassen Wind, Feuer, Eis, Blitz, Stein und Gift wählen. Zu Beginn einer Runde wählt der Spieler zwei dieser Klassen aus. Während den Spielern zu Beginn lediglich zwei verschiedene Angriffe zur Verfügung stehen, können sie im Laufe des Spiels weitere Gegenstände finden, die ihnen auch andere Angriffe ermöglichen. Diese sind oftmals stärker als die zu Anfang gegebenen.

## Entwicklung
Das Spiel wurde von Proletariat entwickelt und im Epic Games Store veröffentlicht. Laut dem CEO des Unternehmens, Seth Sivak, unterstützten fast eine Million Spieler die Entwicklung des Spiels, indem sie an Tests teilnahmen. Der Spielablauf orientiere sich an Spiele-Klassikern wie Quake und Unreal Tournament, das Spieldesign sei inspiriert von den Animationsfilmen Akira und Prinzessin Mononoke.